# Quirinópolis
Quirinópolis es un municipio brasileño situado en el estado de Goiás, con una población de 45.756 habitantes. Está situado a 285 kilómetros de Goiânia, la capital del estado. Posee un área de 3.780 km². 

## Ciudades hermanas
- Brasil - Itumbiara